# Zwitsers voetbalkampioenschap 1917/18
In 1917/18 werd het 21e seizoen van het nationale voetbalkampioenschap in Zwitserland georganiseerd.

## Modus
De Serie A werd, in drie geografische groepen verdeeld. Voor een overwinning kreeg een team twee punten en voor een gelijkspel een. De drie winnaars bekampten elkaar onderling voor de landstitel. De kampioen van de Serie B speelde tegen de laatste een wedstrijd voor behoud/promotie.

## Voorronde

### Oost
| Pl | Club                    | Wed | W  | G | V  | DV | DT | Ptn |
| -- | ----------------------- | --- | -- | - | -- | -- | -- | --- |
| 1  | FC St. Gallen           | 14  | 10 | 2 | 2  | 37 | 21 | 22  |
| 2  | FC Zürich               | 14  | 9  | 2 | 3  | 37 | 37 | 20  |
| 3  | Brühl St. Gallen        | 14  | 8  | 2 | 4  | 35 | 22 | 18  |
| 4  | Neumünster Zürich       | 14  | 5  | 2 | 7  | 31 | 26 | 12  |
| 5  | FC Winterthur-Veltheim  | 14  | 6  | 0 | 8  | 30 | 32 | 12  |
| 6  | Grasshopper Club Zürich | 14  | 5  | 1 | 8  | 24 | 35 | 11  |
| 7  | Blue Stars Zurich       | 14  | 4  | 1 | 9  | 24 | 34 | 9   |
| 8  | Young Fellows Zurich    | 14  | 4  | 0 | 10 | 22 | 43 | 8   |

### Centraal
| Pl | Club               | Wed | W | G | V  | DV | DT | Ptn |
| -- | ------------------ | --- | - | - | -- | -- | -- | --- |
| 1  | Young Boys Bern    | 12  | 8 | 3 | 1  | 52 | 18 | 19  |
| 2  | FC Basel           | 12  | 7 | 3 | 2  | 31 | 19 | 17  |
| 3  | FC Aarau           | 12  | 7 | 2 | 3  | 24 | 16 | 16  |
| 4  | FC Bern            | 12  | 4 | 4 | 4  | 21 | 26 | 12  |
| 5  | FC Nordstern Basel | 12  | 3 | 2 | 7  | 18 | 26 | 8   |
| 6  | FC Biel-Bienne     | 12  | 4 | 0 | 8  | 24 | 35 | 8   |
| 7  | Old Boys Basel     | 12  | 2 | 0 | 10 | 20 | 50 | 4   |
| 8  | FC Baden           | 0   | 0 | 0 | 0  | 0  | 0  | 0   |

- FC Baden kon niet spelen omdat hun veld werd gebruikt voor landbouwdoeleinden door de oorlog

### West
| Pl | Club                     | Wed | W  | G | V  | DV | DT | Ptn |
| -- | ------------------------ | --- | -- | - | -- | -- | -- | --- |
| 1  | Servette FC Genève       | 14  | 12 | 1 | 1  | 74 | 21 | 25  |
| 2  | Etoile La Chaux-de-Fonds | 14  | 9  | 3 | 2  | 46 | 20 | 21  |
| 3  | FC La Chaux-de-Fonds     | 14  | 9  | 3 | 2  | 42 | 26 | 21  |
| 4  | Cantonal Neuchatel       | 14  | 6  | 1 | 7  | 35 | 43 | 13  |
| 5  | Montriond Lausanne       | 14  | 5  | 3 | 6  | 28 | 36 | 13  |
| 6  | FC Genève                | 14  | 3  | 5 | 6  | 32 | 44 | 11  |
| 7  | Stella Fribourg          | 14  | 3  | 1 | 10 | 19 | 45 | 7   |
| 8  | Montreux-Narcisse        | 14  | 0  | 1 | 13 | 10 | 51 | 1   |

## Promotie/Degradatie
FC Luzern won met 7-0 van FC Baden en speelt in het seizoen 1918/19 in de Serie A en FC Baden in de Serie B.

## Finale
| Pl | Club               | Wed | W | G | V | DV | DT | Ptn |
| -- | ------------------ | --- | - | - | - | -- | -- | --- |
| 1  | Servette FC Genève | 2   | 2 | 0 | 0 | 8  | 2  | 4   |
| 2  | Young Boys Bern    | 2   | 1 | 0 | 1 | 4  | 5  | 2   |
| 3  | FC St. Gallen      | 2   | 0 | 0 | 2 | 1  | 6  | 0   |

1897/98 ·
1898/99 ·
1899/00 ·
1900/01 ·
1901/02 ·
1902/03 ·
1903/04 ·
1904/05 ·
1905/06 ·
1906/07 ·
1907/08 ·
1908/09 ·
1909/10 ·
1910/11 ·
1911/12 ·
1912/13 ·
1913/14 ·
1914/15 ·
1915/16 ·
1916/17 ·
1917/18 ·
1918/19 ·
1919/20 ·
1920/21 ·
1921/22 ·
1922/23 ·
1923/24 ·
1924/25 ·
1925/26 ·
1926/27 ·
1927/28 ·
1928/29 ·
1929/30 ·
1930/31 ·
1931/32 ·
1932/33 ·
1933/34 ·
1934/35 ·
1935/36 ·
1936/37 ·
1937/38 ·
1938/39 ·
1939/40 ·
1940/41 ·
1941/42 ·
1942/43 ·
1943/44 ·
1944/45 ·
1945/46 ·
1946/47 ·
1947/48 ·
1948/49 ·
1949/50 ·
1950/51 ·
1951/52 ·
1952/53 ·
1953/54 ·
1954/55 ·
1955/56 ·
1956/57 ·
1957/58 ·
1958/59 ·
1959/60 ·
1960/61 ·
1961/62 ·
1962/63 ·
1963/64 ·
1964/65 ·
1965/66 ·
1966/67 ·
1967/68 ·
1968/69 ·
1969/70 ·
1970/71 ·
1971/72 ·
1972/73 ·
1973/74 ·
1974/75 ·
1975/76 ·
1976/77 ·
1977/78 ·
1978/79 ·
1979/80 ·
1980/81 ·
1981/82 ·
1982/83 ·
1983/84 ·
1984/85 ·
1985/86 ·
1986/87 ·
1987/88 ·
1988/89 ·
1989/90 ·
1990/91 ·
1991/92 ·
1992/93 ·
1993/94 ·
1994/95 ·
1995/96 ·
1996/97 ·
1997/98 ·
1998/99 ·
1999/00 ·
2000/01 ·
2001/02 ·
2002/03 ·
2003/04 ·
2004/05 ·
2005/06 ·
2006/07 ·
2007/08 ·
2008/09 ·
2009/10 ·
2010/11 ·
2011/12 ·
2012/13 ·
2013/14 ·
2014/15 ·
2015/16 ·
2016/17 ·
2017/18 ·
2018/19 ·
2019/20 ·
2020/21 ·
2021/22 ·
2022/23